# Omnivoor

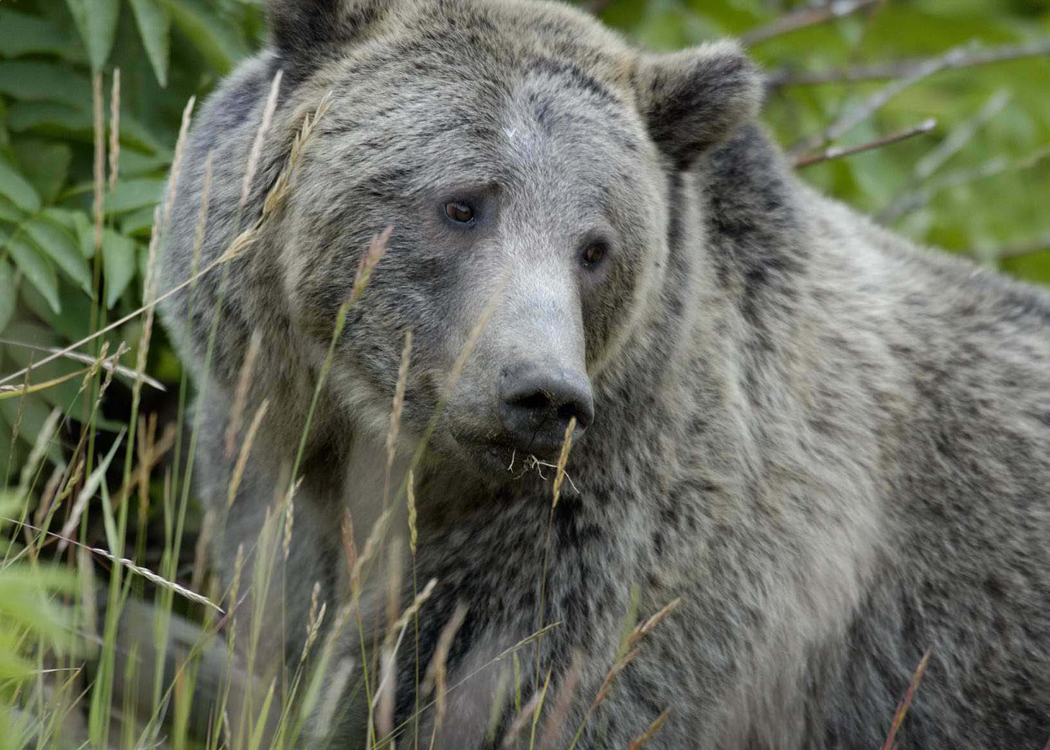
Grizzlybeer in Yellowstone National Park

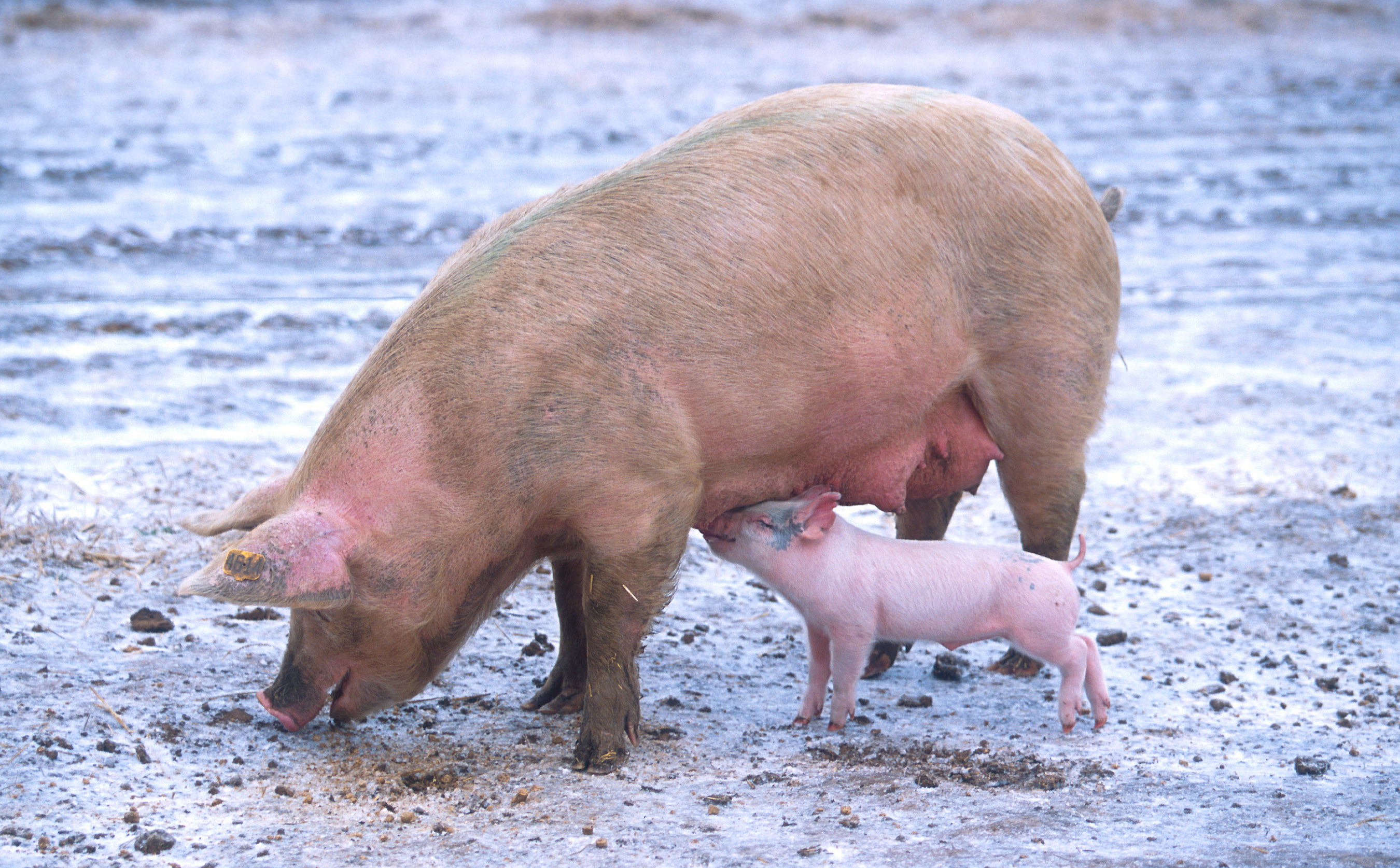
Een varken met big

Een omnivoor (Latijn: omnis, elk, ieder; vorare, eten) of alleseter is een dier dat zowel plantaardig als dierlijk voedsel kan eten om te overleven.
Een overwegend carnivoor dier dat ten minste 5% plantaardig voedsel eet of een overwegend herbivoor dier dat ten minste 5% dierlijk voedsel eet noemt men omnivoor. Organismen die dood organisch (plantaardig of dierlijk) materiaal consumeren zijn detrivoor of detritivoor. Deze zouden ook omnivoor genoemd kunnen worden, omdat ze zowel plantaardig als dierlijk voedsel consumeren.
Het voedingspatroon is bij een omnivoor afhankelijk van wat er op dat moment beschikbaar is en kan allerlei plantaardige en dierlijke producten omvatten. Zuivere herbivoren en carnivoren hebben soms gespecialiseerde aanpassingen van het lichaam. Herbivoren hebben meestal een lang darmkanaal met verschillende magen en herkauwen vaak hun voedsel met maalkiezen. Carnivoren hebben een korte darm, lange hoektanden en knipkiezen die geschikt zijn voor het afbijten van vlees. De scheidslijnen tussen carnivoren en herbivoren zijn niet scherp: een kat eet weleens planten en een koe krijgt wel insecten binnen met het gras.

## De mens als omnivoor

### Evolutionaire voorgeschiedenis
Als men naar de evolutionaire voorgeschiedenis van de mens kijkt ziet men dat Australopithecus voornamelijk plantaardig voedsel at (zacht fruit) en Paranthropus bosei harde zaden en vezelachtige peulen. Andere onderzoekers wijzen erop dat Homo habilis en Homo erectus waarschijnlijk ook vis en schaaldieren gegeten hebben. Homo erectus was de eerste soort die in grote mate vlees van grote herbivoren, die in ruime mate voorhanden waren op de savanne, consumeerde. Indirect bewijsmateriaal voor vleeseten zijn: sterke slijtage van gebitselementen zoals die ook bij bottenkrakende hyena's aangetroffen worden, vuistbijlen waarmee vlees uit kadavers gesneden kon worden en een tonvormige borstkas wat wijst op een veel minder omvangrijke buik en dus een kortere darmlengte dan een vegetariër zoals de gorilla. Vleeseters hebben kortere darmstelsels dan planteneters, het vlees kan zo sneller verteerd worden en de ontlasting kan dan vlot het lichaam verlaten. Mensen hebben kortere darmstelsels in vergelijking met andere primaten. Verder wordt het gelijktijdig verdwijnen van de megafauna (grote herbivoren) en het verschijnen van Homo sapiens op de continenten Australië, Noord-Amerika en Zuid-Amerika aangevoerd als indirect bewijs dat de mens een toppredator was geworden. Verder zijn er aanwijzingen dat de neanderthalers die tot 28.000 jaar geleden aan de Straat van Gibraltar leefden behalve herten, beren en dolfijnen ook blauwvintonijn gegeten hebben. Chemisch onderzoek heeft aangetoond dat alle Neanderthalers hun eiwitten uit grote herbivoren haalden en dus topcarnivoren waren. De Europese vroege moderne mens (40.000 - 30.000 jaar geleden) had een gevarieerder voedingspatroon dan de neanderthalers. Meer recentelijk, 11.000 jaren geleden in het Nabije Oosten en 7500 jaar geleden in Centraal-Europa, voltrok zich de overschakeling van een jager-verzamelaars bestaanswijze naar een boerenbestaan. Dit was een typisch omnivoor voedingspatroon van vlees, melk, tarwe en gerst.

### Natuurlijk voedingspatroon
De mens wordt over het algemeen als een omnivoor beschouwd. Sommige volkeren (Eskimo's of Inuit) leven voornamelijk van vlees (zeezoogdieren, kariboes, vis). Veel hindoes zijn vegetariër. Naar schatting eet 40% van de Indiërs nooit vlees. Mensen overleven kennelijk op voedingspatronen die variëren van 100% plantaardig tot 100% dierlijk. Volgens Loren Cordain zijn mensen nog steeds genetisch identiek aan jager-verzamelaars en die aten vlees, fruit en groenten, een omnivoor voedingspatroon . Landbouw- en veeteeltproducten zoals aardappels, granen, peulvruchten en melkproducten behoren niet tot het natuurlijke voedingspatroon volgens Cordain.
Als landbouw en veeteelt als onnatuurlijk worden beschouwd, leeft de mens al zo'n 10.000 jaar van een onnatuurlijk voedingspatroon. Hierbij is het onderscheid tussen een normatieve beschrijving van een voedingspatroon en een beschrijvende uitspraak van belang. In de biologie is de indeling herbivoren—carnivoren—omnivoren een zuiver beschrijvende indeling. Wat goede en gezonde voeding is, behoort tot de voedingsleer of voedingswetenschap. Dat de mens een omnivoor is en dus vlees of plantaardig voedsel kan eten, betekent niet dat deze vlees of plantaardig voedsel hoeft te eten om te overleven. De mens heeft vrij veel anatomische eigenschappen die niet zo goed passen bij carnivoren, zoals aanwezigheid van veel maalkiezen. Het menselijk spijsverteringsstelsel is niet erg geschikt voor het verteren van rauw vlees. Het darmstelsel is daarentegen veel korter dan dat van een herbivoor en de aanwezigheid van hoektanden zijn ook eigenschappen van carnivoren.

### Koken van voedsel
Een belangrijk verschil tussen de mens en alle andere dieren, met name mensapen, is dat de mens zijn voedsel kookt. Gekookt voedsel is makkelijker verteerbaar dan rauw voedsel. Menselijke kenmerken als kleine mond, zwakke kaken, kleine tanden, kleine maag, korte darmen die gewoonlijk worden verklaard door het eten van vlees, verklaart Wrangham aan de hand van het feit dat de mens gedurende de laatste 200.000 jaar de gewoonte had zijn voedsel te koken, hetgeen lang genoeg zou zijn om de menselijke anatomie te wijzigen.

### Voedsel en erfelijkheid
Agrarische volkeren hebben genetische varianten die helpen melk, alcohol en zetmeel te verteren. Maar de Saami (of Lappen) die in het uiterste noorden van Noorwegen leven van rendieren, hebben mutaties waardoor ze probleemloos grote hoeveelheden vlees en vet kunnen verteren en minder last hebben van nierstenen. In het algemeen hebben mensen die in een warm klimaat geëvolueerd zijn waar voedsel schaars kan zijn, een trage stofwisseling als aanpassing aan honger en hitte. Voorbeelden: Pima en de Tsimane van de laaglanden van Bolivia. Volkeren die aangepast zijn aan koude klimaten zoals de Evenki rendierherders in het koude Siberië of de Quechua van Peru hebben een snelle stofwisseling, waardoor ze doelmatig vet in energie kunnen omzetten.

## Voorbeelden van omnivoren bij enkele diergroepen
- Insecten: typische alleseters zijn kakkerlakken (bij insecten wordt ook het woord polyfaag veel gebruikt).
- Reptielen: sommige schildpadden zijn omnivoor.
- Vogels: omnivoren zijn raaf en spreeuw, maar er zijn vele andere voorbeelden. De merel bijvoorbeeld eet wormen, insecten, slakken en vruchten. De heggenmus heeft de dunne snavel van een insecteneter, maar eet 's winters zaden. De grote bonte specht eet dennen- en sparappels, maar ook insecten, eieren en kuikens.
- Zoogdieren: omnivoren zijn bijvoorbeeld de bruine beer, wasbeer, bruine rat, veel marterachtigen en varkens. De chimpansees hebben een voedingspatroon dat behalve uit fruit en bladeren ook uit allerlei dieren, inclusief zoogdieren zoals andere apen bestaat. Baleinwalvissen zijn zeezoogdieren die plankton uit het water filteren en aangezien plankton zowel uit planten als dieren bestaat, dus omnivoren.